# Institut d'administration publique HAUS
L'Institut d'administration publique HAUS  (en finnois : HAUS kehittämiskeskus) est une  entreprise publique en Finlande.  

## Présentation
La mission de l'institut est de former et les futurs managers pour développer l'administration publique et aider au renouveau du secteur public.